# Triplophyllum subquinquefidum
Triplophyllum subquinquefidum là một loài dương xỉ trong họ Tectariaceae. Loài này được Pic.Serm. mô tả khoa học đầu tiên năm 1991.
Danh pháp khoa học của loài này chưa được làm sáng tỏ. 